# Grammy Lifetime Achievement Award
Een Grammy Lifetime Achievement Award is een onderscheiding van de National Academy of Recording Arts and Sciences die jaarlijks wordt toegekend aan artiesten die tijdens hun leven een buitengewoon creatieve bijdrage hebben geleverd aan de platenindustrie.

## Winnaars
| 1962 | Bing Crosby |
| 1965 | Frank Sinatra |
| 1966 | Duke Ellington |
| 1967 | Ella Fitzgerald |
| 1968 | Irving Berlin |
| 1971 | Elvis Presley |
| 1972 | Louis Armstrong, Mahalia Jackson |
| 1981 | Fred Astaire |
| 1984 | Chuck Berry, Charlie Parker |
| 1985 | Leonard Bernstein |
| 1986 | Benny Goodman, The Rolling Stones, Andrés Segovia |
| 1987 | Roy Acuff, Benny Carter, Enrico Caruso, Ray Charles, Fats Domino, Woody Herman, Billie Holiday, B.B. King, Isaac Stern, Igor Stravinsky, Arturo Toscanini, Hank Williams sr. |
| 1989 | Fred Astaire, Pablo Casals, Dizzy Gillespie, Jascha Heifetz, Lena Horne, Leontyne Price, Bessie Smith, Art Tatum, Sarah Vaughan                                              |
| 1990 | Nat King Cole, Miles Davis, Vladimir Horowitz, Paul McCartney |
| 1991 | Marian Anderson, Bob Dylan, John Lennon, Kitty Wells |
| 1992 | James Brown, John Coltrane, Jimi Hendrix, Muddy Waters |
| 1993 | Chet Atkins, Little Richard, Thelonious Monk, Bill Monroe, Pete Seeger, Fats Waller                                                                                          |
| 1994 | Bill Evans, Aretha Franklin, Arthur Rubinstein |
| 1995 | Patsy Cline, Peggy Lee, Henry Mancini, Curtis Mayfield, Barbra Streisand |
| 1996 | Dave Brubeck, Marvin Gaye, Georg Solti, Stevie Wonder |
| 1997 | Bobby Bland, The Everly Brothers, Judy Garland, Stéphane Grappelli, Buddy Holly, Charles Mingus, Oscar Peterson, Frank Zappa                                                 |
| 1998 | Bo Diddley, The Mills Brothers, Roy Orbison, Paul Robeson |
| 1999 | Johnny Cash, Sam Cooke, Otis Redding, Smokey Robinson, Mel Tormé |
| 2000 | Harry Belafonte, Woody Guthrie, John Lee Hooker, Mitch Miller, Willie Nelson                                                                                                 |
| 2001 | The Beach Boys, Tony Bennett, Sammy Davis jr., Bob Marley, The Who |
| 2002 | Count Basie, Rosemary Clooney, Perry Como, Al Green, Joni Mitchell |
| 2003 | Etta James, Johnny Mathis, Glenn Miller, Tito Puente, Simon & Garfunkel |
| 2004 | Van Cliburn, The Funk Brothers, Ella Jenkins, Sonny Rollins, Artie Shaw, Doc Watson                                                                                          |
| 2005 | Eddy Arnold, Art Blakey, Carter Family, Morton Gould, Janis Joplin, Led Zeppelin, Jerry Lee Lewis, Jelly Roll Morton, Pinetop Perkins, The Staple Singers                    |
| 2006 | David Bowie, Cream, Merle Haggard, Robert Johnson, Jessye Norman, Richard Pryor, The Weavers                                                                                 |
| 2007 | Joan Baez, Booker T. & the M.G.'s, Maria Callas, Ornette Coleman, The Doors, Grateful Dead, Bob Wills                                                                        |
| 2008 | Burt Bacharach, The Band, Cab Calloway, Doris Day, Itzhak Perlman, Max Roach, Earl Scruggs                                                                                   |
| 2009 | Gene Autry, The Blind Boys of Alabama, The Four Tops, Hank Jones, Brenda Lee, Dean Martin, Tom Paxton                                                                        |
| 2010 | Leonard Cohen, Bobby Darin, David Edwards, Michael Jackson, Loretta Lynn, André Previn, Clark Terry                                                                          |
| 2011 | Julie Andrews, Roy Haynes, Juilliard String Quartet, The Kingston Trio, Dolly Parton, Ramones, George Beverly Shea                                                           |
| 2012 | The Allman Brothers Band, Glen Campbell, Antônio Carlos Jobim, George Jones, The Memphis Horns, Diana Ross, Gil Scott-Heron                                                  |
| 2013 | Ravi Shankar, The Temptations, Carole King, Lightnin' Hopkins, Patti Page, Glenn Gould, Charlie Haden                                                                        |
| 2014 | The Beatles, Clifton Chenier, The Isley Brothers, Kraftwerk, Kris Kristofferson, Armando Manzanero, Maud Powell                                                              |
| 2015 | Bee Gees, Pierre Boulez, Flaco Jiménez, George Harrison, The Louvin Brothers, Buddy Guy, Wayne Shorter                                                                       |
| 2016 | Ruth Brown, Jefferson Airplane, Linda Ronstadt, Run-D.M.C., Celia Cruz, Earth, Wind & Fire, Herbie Hancock                                                                   |
| 2017 | Jimmie Rodgers, Ahmad Jamal, Charley Pride, Nina Simone, Sly Stone, The Velvet Underground, Shirley Caesar                                                                   |
| 2018 | Emmylou Harris, Louis Jordan, Queen, Hal Blaine, Neil Diamond, The Meters, Tina Turner                                                                                       |
| 2019 | Black Sabbath, Billy Eckstine, Julio Iglesias, Dionne Warwick, George Clinton & Parliament - Funkadelic, Sam & Dave, Donny Hathaway                                          |
| 2020 | Roberta Flack, Isaac Hayes, Public Enemy, Sister Rosetta Tharpe, Chicago, Iggy Pop, John Prine                                                                               |
| 2021 | Grandmaster Flash and the Furious Five, Lionel Hampton, Marilyn Horne, Salt-N-Pepa, Selena, Talking Heads                                                                    |
| 2022 | Bonnie Raitt |
| 2023 | Bobby McFerrin, Nirvana, Ma Rainey, Slick Rick, Nile Rodgers, The Supremes, Ann en Nancy Wilson                                                                              |
| 2024 | Laurie Anderson, The Clark Sisters, Gladys Knight, N.W.A, Donna Summer, Tammy Wynette                                                                                        |
| 2025 | Frankie Beverly, The Clash, Bobby Jones, Taj Mahal, Prince, Roxanne Shante, Frankie Valli                                                                                    |